# Corona (Nowy Meksyk)
Corona – wieś w Stanach Zjednoczonych, w stanie Nowy Meksyk, w hrabstwie Lincoln.